# Matthew Mullenweg
Matthew Mullenweg, né le 11 janvier 1984 à Houston aux États-Unis, est un informaticien américain, co-auteur depuis 2004 de WordPress, l’un des logiciels de blogs les plus populaires, puis PDG fondateur de la société Automattic en 2005.

## Biographie

### Formation
Matt Mullenweg est né le 11 janvier 1984 à Houston, dans l’État du Texas, aux États-Unis. Il étudie à l’université de Houston puis à la High School for the Performing and Visual Arts de Houston avant de s’installer à San Francisco, en Californie.

### Carrière

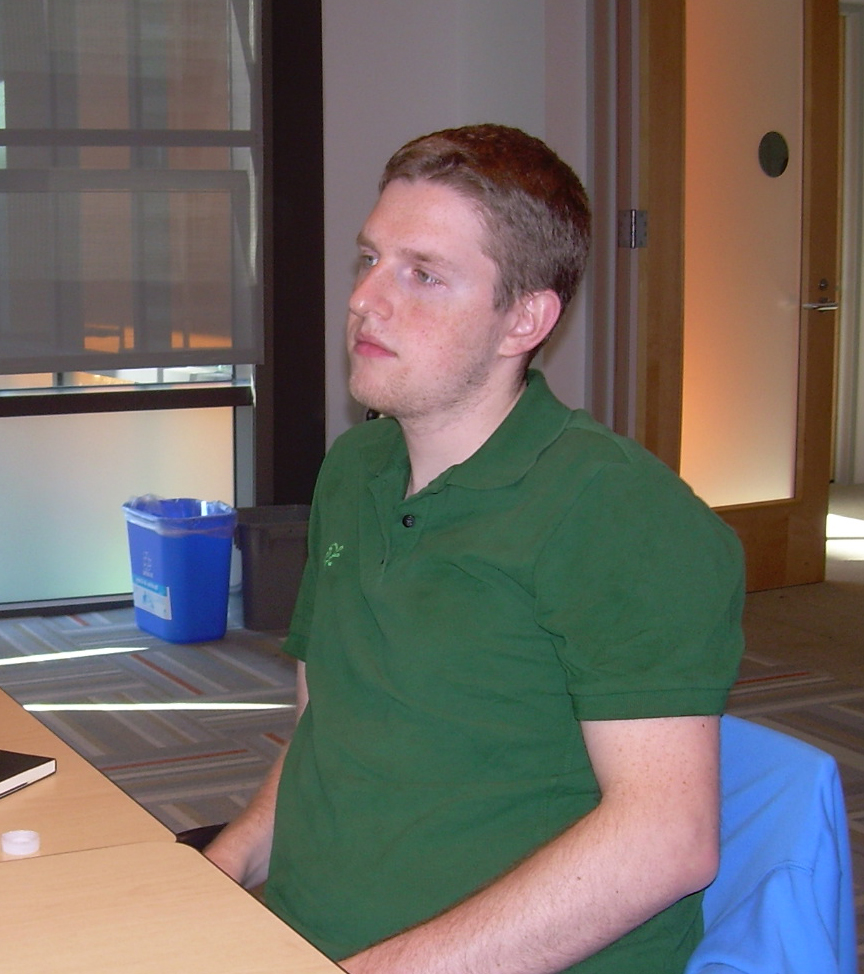
Matthew Mullenweg en 2006

Programmeur de logiciels libres depuis son adolescence, il crée WordPress en 2004, puis fonde la société Automattic en 2005. Il participe aujourd’hui à de nombreuses conférences et soutient la philosophie du logiciel libre,.
En 2008, il crée la société de capital-investissement Audrey Capital aux côtés de Naveen Selvadurai (en) et Audrey Kim.
En octobre 2024, il est accusé par WP Engine, une société fournissant des services aux entreprises basés sur WordPress, d'extorsion et abus de marque après que Matthew Mullenweg ait dénigré WP Engine et accusé cette dernière de bénéfices économiques sans retour au logiciel open-source,.

### Vie privée
Amateur de jazz, il joue du saxophone (d’où son surnom « saxmatt ») et du piano. Il est également amateur de photographie.